# Джексон, Пэрис
Пэрис-Майкл Кэтрин Джексон (англ. Paris-Michael Katherine Jackson; 3 апреля 1998, Беверли-Хиллз, Калифорния, США) — американская актриса, певица, общественный деятель и модель. Дочь Майкла Джексона и Дебби Роу.

## Биография
Родилась 3 апреля 1998 года в Калифорнии.
Она была названа в честь французского города. Также Пэрис является средним ребёнком и единственной дочерью певца Майкла Джексона и младшим ребёнком Дебби Роу. У неё есть два брата — Майкл Джозеф Джексон-младший и Принц Майкл Джексон II. Её крёстные родители — актёры Маколей Калкин и Элизабет Тейлор.
Пэрис была воспитана отцом, который получил полное право опеки после развода родителей в 1999 году; Роу заявила, что это её намерение, и согласилась с Майклом, что он будет с детьми. Она выросла на ранчо Неверлэнд со своими братьями и сестрами. В детстве она и её братья и сестры часто носили маски во время общественных выездов со своим отцом, чтобы скрыть свои лица от публики.
В 2010 году Джексон и её братья дали интервью Опре Уинфри вместе со своей бабушкой Кэтрин и их кузенами о жизни после смерти её отца. Она и её брат Принц также приняли премию за достижения в жизни на премии Грэмми 2010 года от имени своего отца.
Пэрис и её брат Принц были зачислены в школу Бакли, эксклюзивную частную школу в Шерман Оукс, Калифорния. Там она помимо учёбы занималась футболом, софтболом и черлидингом, пока не покинула заведение в 2013 году.

«Когда мне было четырнадцать лет, меня попытался изнасиловать человек, который был намного старше меня. Я не хотела бы вдаваться в детали, но это был отвратительный опыт. Мне было очень тяжело. Я никому об этом не говорила», — поделилась наследница известного певца в интервью журналу Rolling Stone.
Эта травма, а также непонимание со стороны учеников школы, в которой училась Пэрис, заставили её попытаться совершить самоубийство. После неудачной попытки Пэрис отправили в терапевтическую школу в штате Юта.
Детские годы Пэрис вспоминает с нежностью и трепетом, отмечая, что Майкл был замечательным отцом. Поэтому и смерть знаменитого папы девушка перенесла очень тяжело.

«Мы толком и не знали, кто он и насколько знаменит. Он был всем нашим миром, а мы — его. Для нас он был просто папа, папочка», — вспоминает Пэрис, отмечая, что до сих пор не смирилась с болью от потери: «Все говорят, что время лечит. На самом деле нет. Ты просто привыкаешь жить с этой болью. Я свыклась с мыслью, что потеряла то единственное, что было важно для меня. Думая о будущем, понимаю, что все плохое, что может случиться, не способно сравниться с тем, что уже произошло — так что я теперь со всем справлюсь».

## Карьера

### Кинематограф
В 2011 году Пэрис подписала контракт на съемку в фильме «Мост Лондон и Три Ключа», основанном на книге Денниса Кристена. В конечном итоге съёмки затянулись и оказались в состоянии, именуемом на профессиональном жаргоне производственный ад.
В мае 2012 года Пэрис была названа самым красивым подростком мира по версии People Magazine.
Джексон, её братья и сестры и бабушка Кэтрин планировали создать документальный фильм «Вспоминая Майкла: В память об умершем отце» (англ.  Remembering Michael). Предполагалось, что затраты, связанные с созданием проекта, будут финансироваться через вкладчиков через краудфандинговый сайт FundAnything. Из-за возмущения от поклонников и СМИ, вызванных этим методом, Кэтрин решила закрыть компанию. После закрытия никаких дополнительных обновлений об этом проекте не поступало.
В 2017 году Пэрис появилась на обложках Rolling Stone, Teen Vogue, Australian Vogue, Harper’s Bazaar, Stellar, Luomo Vogue и в нескольких других известных журналов, что дало хороший старт её карьере в модельном бизнесе.
В марте 2017 года Пэрис подписала контракт с модельным агентством IMG Models и американским брендом Calvin Klein.
 На данный момент девушка работает моделью в рекламных компаниях, а также снимается для известных журналов. Помимо этого Пэрис дебютировала в телесериале канала Fox «Звезда» и снялась в нескольких музыкальных видео, включая клипы Steel Panther, The xx и Nahko Bear.
В 2018 году на экраны вышел фильм Нэша Эдгертона «Опасный бизнес», в котором состоялся полнометражный актёрский дебют Джексон.

### Музыка
В 2018 году Пэрис и её тогдашний бойфренд Гэбриел Гленн создали рок-группу The Soundflowers, в которой Пэрис поёт и играет на укулеле. В 2020 году они выпустили дебютный мини-альбом с тем же названием.
В том же году Пэрис подписала сольный контракт с Republic Records и представила свой сольный сингл «Let Down». Через несколько часов после публикации сингла был представлен видеоклип на него. 13 ноября Пэрис представила свой дебютный сольный альбом Wilted.
18 февраля 2022 года вышел мини-альбом Lost из трёх новых песен.

## Личная жизнь
Пэрис Джексон довольно долго состояла в отношениях со своим возлюбленным Честером Кастэллоу. Весной 2015 года даже появились слухи о том, что пара помолвлена и вскоре сочетается узами брака. Поводом для таких домыслов стало то, что Пэрис начала носить кольцо на безымянном пальце. Но они расстались в октябре 2015 года. В марте 2016 года начала встречаться с Майклом Снодди, отношения с которым закончились в январе 2017 года. После по интернету ходили слухи о возможных отношениях с Карой Делевинь, которые были неофициально подтверждены: Кара и Пэрис поцеловались на улице и попали в объектив камеры.
С 2018 по 2020 Пэрис встречалась с Гэбриэлом Гленном.

## Фильмография
| Год  |     | Русское название            | Оригинальное название       | Роль         |
| ---- | --- | --------------------------- | --------------------------- | ------------ |
| 2003 | док | Жизнь с Майклом Джексоном   | Living with Michael Jackson | камео        |
| 2017 | с   | Звезда                      | Star                        | Рэйчел Уэллс |
| 2018 | ф   | Опасный бизнес              | Gringo                      | Нелли        |
| 2019 | с   | Крик                        | Scream                      | Бекки        |
| 2021 | ф   | Пространство между          | The Space Between           | Кори         |
| 2021 | с   | Американские истории ужасов | American Horror Stories     | Майя         |
| 2022 | ф   | Привычка                    | Habit                       | Джисус       |

## Дискография
- Wilted (2020)

## Награды и номинации
| Год  | Премия            | Номинация             | Итог      |
| ---- | ----------------- | --------------------- | --------- |
| 2017 | Daily Front Row   | Новый талант          | Победа    |
| 2017 | Teen Choice Award | Самая горячая девушка | Номинация |
| 2017 | Teen Choice Award | Лучшая модель         | Номинация |